# Falcocythere
Falcocythere is een geslacht van uitgestorven kreeftachtigen uit de klasse van de Ostracoda (mosselkreeftjes).

## Soorten
- Falcocythere bonnemai (Deroo, 1966) Gruendel, 1978 †
- Falcocythere falcoburgensis (Veen, 1936k) Gruendel, 1978 †
- Falcocythere hervensis (Deroo, 1966) Gruendel, 1978 †